# Regionální židovské muzeum Polná
Regionální židovské muzeum Polná je muzeum v Polné, kde sídlí v bývalé židovské synagoze a v rabínském domě. Založeno bylo v roce 2000 a zakladatelem a provozovatelem je město Polná.

## Expozice
Muzeum má expozice a prohlídkové trasy umístěny na dvou místech, prvním je bývalá synagoga a druhým je rabínský dům. Obě budovy stojí na Karlově náměstí v Polné. V synagoze se dochovala část vnitřní výmalby s novogotickými iluzivními okny, většinou zůstalo obnažené cihelné zdivo bez omítky, jež upomíná na období jejího zrušení. V hlavním sále je instalována rekonstrukce původního svatostánku, ve vitrínách vystaveny ceremoniální a kultovní předměty. Dochovaly se synagogální lavice z 19. století a část původní dlažby. Na informačních panelech jsou uvedeny informace o historii synagogy a dalších židovských památek z kraje Vysočina.
V rabínském domě je kromě dochované stavby expozice původní kanceláře polenského rabína, na panelech jsou uvedeny informace o historii židovského města v Polné i rabínského domu. Ve zdivu se dochovala černá kuchyně a rituální lázeň mikve. V prvním patře expozice pokračuje tématy Hilsneriády a antisemitismu, je tam připomenuta tzv. zimní modlitebna. Historii domu, židovského města i užívání mikve přibližují informační panely.
Obě expozice provozuje město Polná prostřednictvím svého informačního centra.